# Hmelivka, Olevsk
Hmelivka (în ucraineană Хмелівка) este un sat în comuna Tepenîțea din raionul Olevsk, regiunea Jîtomîr, Ucraina.

## Demografie
Componența lingvistică a localității Hmelivka
     Ucraineană (98,42%)
     Rusă (1,06%)
     Alte limbi (0,53%)
Conform recensământului din 2001, majoritatea populației localității Hmelivka era vorbitoare de ucraineană (98,42%), existând în minoritate și vorbitori de rusă (1,06%).